# مات والش (كرة سلة)
مات والش (بالإنجليزية: Matt Walsh)‏ مواليد 2 ديسمبر 1982 في هولندا، بنسيلفانيا، هو لاعب كرة سلة أمريكي سابق. بدأ مسيرته الاحترافية في سنة 2005. يبلغ طوله 6 قدم 6 بوصة (2.0 م). اعتزل اللعب في 2015.

## المسيرة الاحترافية
لعب مع ميامي هيت في سنة 2005، ثم لعب مع باسكت مانريسا في الدوري الإسباني في موسم 2007–2008، ثم لعب مع أسفيل باسكت في الدوري الفرنسي في موسم 2010–2011، ثم لعب مع سي بي مورسيا في الدوري الإسباني في موسم 2011–2012، ثم لعب مع ساسكي باسكونيا في سنة 2012.

## روابط خارجية
- مات والش على موقع الدوري الأوروبي لكرة السلة (الإنجليزية)
- مات والش على موقع إن بي أي (الإنجليزية)
- مات والش على موقع سبورتس رفرنس (الإنجليزية)
- مات والش على موقع الدوري الإسباني لكرة السلة (الإسبانية)
- مات والش على موقع كرة السلة الأوروبية.كوم (الإنجليزية)
- مات والش على موقع كلية كرة السلة في سبورتس رفرنس.كوم (الإنجليزية)
- مات والش على موقع ريلجم (الإنجليزية)
- مات والش على موقع بروبوليرز (الإنجليزية)
- مات والش على موقع سبورتس رفرنس (الإنجليزية)
- مات والش على موقع سبورتس رفرنس (الإنجليزية)